# Svensk krona
Svensk krona är den officiella valutan i Sverige. En svensk krona delas i 100 öre. Sedan 2010 finns ören inte längre som fysisk valuta. Kronan skapades som valuta 1873 när Danmark (och därmed även Färöarna, Island och Grönland) och Sverige beslutade sig för att ersätta sina gamla valutor med en gemensam valuta; i Sverige ersatte den riksdalern 1:1. Under 1875 anslöt sig även Norge till valutaunionen. De olika nationella varianterna av kronan kopplades senare fria från varandra på grund av inhemsk penningpolitik i respektive land.
Sedan 1995 ingår Sverige i Europeiska unionen, men har efter en folkomröstning 2003 avstått från att ersätta kronan med den gemensamma valutan euro.

## Valutan

### Utgivare
Kronan ges ut av Sveriges riksbank som grundades 1668 och har sitt huvudkontor i Stockholm.

### Historia
Kronan infördes i Sverige 1873 med den skandinaviska myntunionen då den ersatte riksdalern. Sverige, Danmark och Norge hade då samma värde på sina kronor, och de var giltiga som betalningsmedel i alla tre länderna. Valutaunionen baserades på en guldmyntfot. Myntunionen upphörde 1914, men Sverige, Island, Norge och Danmark använder fortfarande kronan som valuta.
Under tiden efter att myntunionen upplösts varierade växelkurserna mellan de skandinaviska valutorna mycket lite. Från krigsslutet när Sverige i juli 1946 av givna skäl tvingades revalvera kronan med 14 % så hamnade den i ett överläge med cirka 10–15 procent mot norska och danska valutorna, ett överläge som den i stort sett kom att ha i cirka 45 år. Mot övriga valutor var kronan stabil inom ramen för Bretton Woods-systemet fram till det kollapsade på 1970-talet. Därefter följde under åren med lågkonjunktur en rad devalveringar, varav den sista vid regeringsskiftet 1982 var på hela 16 procent. Kronan hade sedan fram till 1992 fast växelkurs mot en korg utländska valutor, men i samband med en ekonomisk kris då förtroendet för kronan blev svag höjdes dagsräntan ända upp till 500 procent för att försvara den fasta växelkursen. Kronans frihet ledde kortsiktigt till en växelkursminskning i storleksordningen 30 procent mot världsvalutorna.
Sedan eurons införande januari 1999, då en euro kostade 9,05 kr, har kursen fluktuerat mellan 8,04 och 11,80. 
Efter 2000 har användningen av kontanter i Sverige minskat mycket. Många använder inte kontanter alls på 2010-talet, och det bedöms att kontanter kommer att försvinna omkring 2030. För betalningar i butik används kontokort, även för små belopp, och för betalningar mellan personer internetbank eller swish. Bankerna driver på denna utveckling eftersom kontanter är kostsamt att hantera och svårare att ta avgifter på (de tar avgifter för insättningar butiker gör).
Under 2015-2017 har ett flertal sedlar och mynt bytt utseende och de utbytta sedlarna och mynten har gjorts ogiltiga som betalningsmedel.

### Förkortningar
I daglighandelns prisangivelser förkortas valutan vanligen som ”kr”, men den formella förkortningen enligt ISO 4217 är sedan 1978 "SEK". Sporadiskt förekommer även den före 1978 officiella förkortningen ”Skr”.
För ett helt antal kronor används ofta :– eller ,– där strecket står för noll öre. 
För hela tusentals respektive miljontals kronor är förkortningarna ”kSEK” och ”MSEK” (för prefixen kilo- respektive mega-) relativt vanligt förekommande i årsredovisningar och liknande dokument, medan ”GSEK” (för giga-) är mycket ovanligt, framför allt på grund av att belopp på flera miljarder kronor sällan förekommer i enstaka poster utan bara i större sammanställningar, varför behovet av att notera belopp som 3 425 MSEK blir tämligen ringa.
Förkortningarna ”TSEK”, ”tkr”, ”kkr”, ”Mkr”, ”mnkr” och ”mdkr” dyker också upp, och står då för tusen (TSEK, tkr, kkr), miljoner (Mkr, mnkr) respektive miljarder kronor (mdkr).

## Mynt
Mynt finns i följande valörer (de senaste upplagornas motiv inom parentes):
- 1 kr (Åtsida: Carl XVI Gustaf. Frånsida: lilla riksvapnet och texten Sverige 1 krona ) – 19,5 mm, 3,6 gram
- 2 kr (Åtsida: Carl XVI Gustaf. Frånsida: Lilla riksvapnet och texten Sverige 2 kronor.) – 22,5 mm, 4,8 gram
- 5 kr (Åtsida: Carl XVI Gustafs monogram. Frånsida: Lilla riksvapnet och texten Sverige 5 kronor.) – 23,75 mm, 6,1 gram
- 10 kr (Åtsida: Carl XVI Gustaf. Frånsida: lilla riksvapnet utan sköld inflätat med siffran 10.) – 20,5 mm, 6,6 gram
- Minnesmynt:olika valörer'[9]

### Enkronan

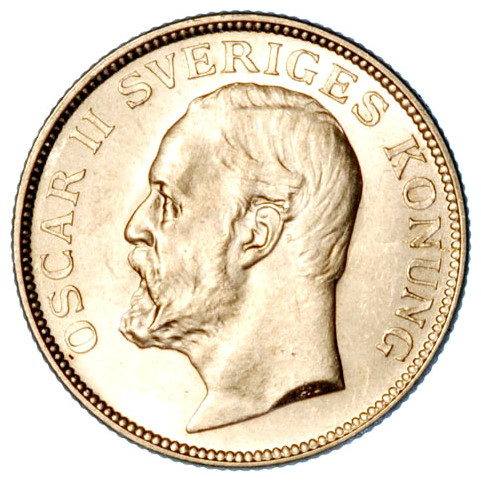
Enkrona från 1906.

Det silverfärgade enkroneformatet har präglats med i stort sett samma diameter från 1830 (då med valören 1/4 riksdaler specie och senare med valören 1 riksdaler riksmynt) till 2016, dock ej varje år; senast enkronan inte präglades var 2012. Namnet krona infördes 1873 och mynt med valören 1 krona präglades för första gången år 1875. 2001 fick silverfärgade enkronan sitt sista utseende efter att ha präglats med samma porträtt av kung Carl XVI Gustaf sedan 1976. 
Ursprungligen präglades mynten i 80 procent silver men 1942 ändrades silverhalten till 40 procent för att 1968 helt utbytas mot kopparnickel. Silvervärdet (2,8 g) för de sista silvermynten är cirka 10–15 kr även om samlarvärdet ej är särskilt högt. 1968 präglades enkronor både i silver och i nickel. Enkronor från och med 1968 innehåller nickel, med Gustaf VI Adolfs porträtt. 
Oktober 2016 började kopparfärgade enkronan gälla och från och med 1 juli 2017 är detta enda giltiga enkronan. Mynten är gjorda av kopparpläterat stål och formgivna av Ernst Nordin.

#### 2009 års enkrona
Från 15 januari 2009 och under resten av 2009 gavs enkronor ut med en annan utformning på frånsidan för att uppmärksamma att det var tvåhundra år sedan Finland separerades från Sverige i efterdyningarna av Finska kriget (1809). Frånsidan formgavs av Annie Winblad Jakubowski och ska symboliskt avbilda havet som förbindelselänk mellan Sverige och Finland. Ett citat löper runt myntets övre kant och omringar havet. Citatet är hämtat ur Anton Rosells bok Studentbesöket i Finland 1857 och lyder ”Den underbara sagan om ett land på andra sidan hafvet”. Åtsidan är oförändrad, formgiven av Ernst Nordin, och avbildar kung Carl XVI Gustafs porträtt i profil.

### Tvåkronan

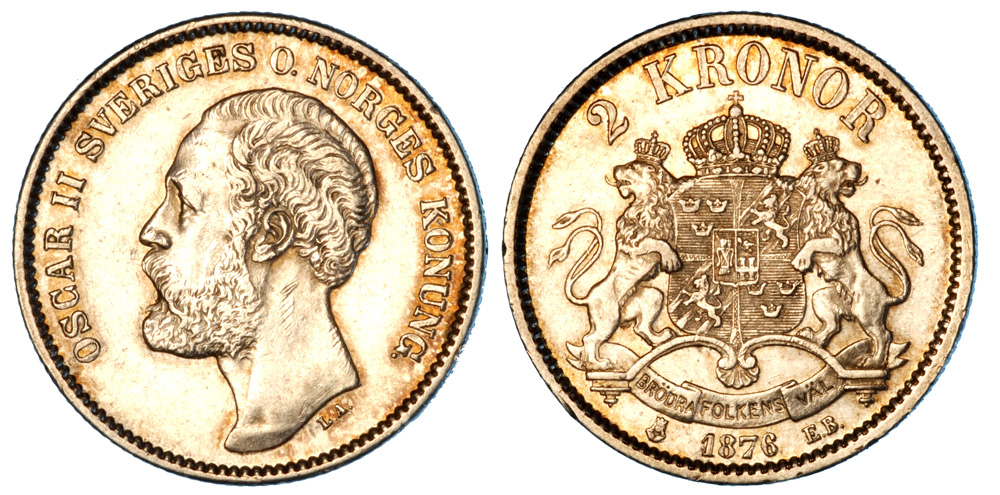
Tvåkrona från 1876 med Oscar II på.

Tvåkronorsmynt är giltigt betalningsmedel och började präglas tre år efter det att kronan införts, det vill säga år 1876. Prägling av dessa upphörde år 1971 och de slutade vara giltiga 30 juni 2017. 2 Kronormynten från före 1966 innehåller silver och har ett högre kapitalvärde jämfört med användning som betalningsmedel. På åtsidan av den sista upplagan pryds myntet av landets dåvarande kung, Gustaf VI Adolf. På frånsidan syns riksvapnet. Tvåkronorna innehöll 80 procent silver fram till 1940 och 40 procent silver (5,6 gram) fram till 1966. Silvervärdet är minst 35 kronor i 2011 års värde, och högre för dem som präglats före 1942.
Tvåkronan har åter börjat präglas och introducerades i oktober 2016. Denna nya, kopparfärgade tvåkrona är enda giltiga tvåkronan från och med 1 juli 2017. Den är gjord av kopparpläterat stål med  Carl XVI Gustaf i profil på åtsidan och lilla riksvapnet på frånsidan, formgiven av Ernst Nordin.

### Femkronan

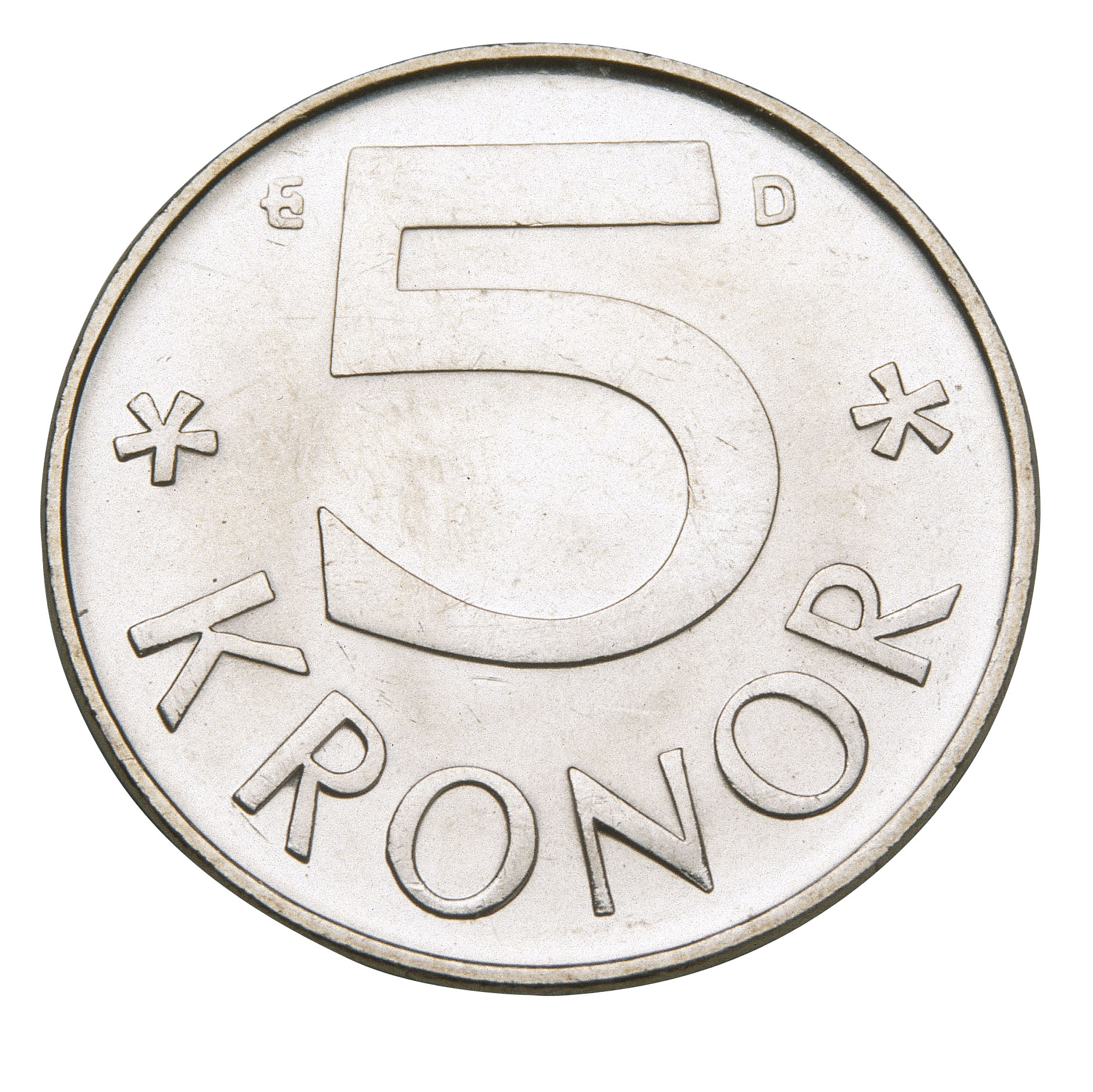
Femkrona från 1976.

Dagens femkronor har präglats sedan 2016 och är guldfärgade med  kung Carl XVI Gustafs monogram på framsidan och lilla riksvapnet på baksidan. Materialet är en legering bestående av koppar, aluminium, zink och tenn och formgivare är Ernst Nordin. Sedan 1 juli 2017 är detta enda giltiga femkronan.
Mellan 1976 och 2016 var femkronorna silverfärgade med Carl XVI Gustafs krönta namnskiffer på framsidan och siffran 5 på baksidan. Äldre femkronor från 1972–1973 med Gustaf VI Adolfs profilporträtt var länge vanliga i omlopp. Mynt på minst en krona har alltid haft kungens porträtt utom 5-kronan mellan 1976 och 2016.
Jubileumsmynt i silver har förekommit under 1900-talet och reguljära femkronorsmynt präglades i 40 procent silver 1954, 1955 och 1971.

### Tiokronan

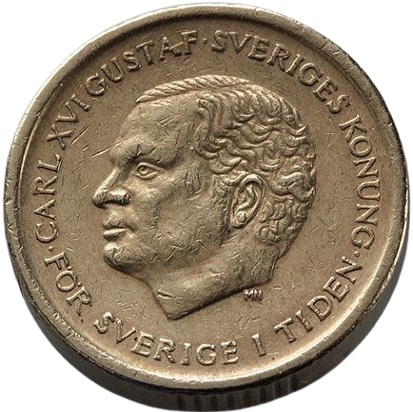
Tiokrona från 1991.

Dagens giltiga tiokronorsmynt har präglats sedan 1991 och ser i stort sett likadana ut sedan dess. Det finns även mynt från 1873–1901 i 90 procent guld. År 1972 kom det en tiokrona i silver för att fira att Gustaf VI Adolf fyllde 90 år. Det myntet innehåller 83 procent silver och väger 18,2 gram.

### Tjugokronan
Tjugokronorsmynt i guld användes från 1873 till 1907, under kung Oscar II:s regeringstid. Ett guldmynt med samma valör och Gustaf V:s bild präglades även år 1925. Detta mynt, med en vikt på knappt 9 gram och till 9/10 bestående av guld, togs senare ur allmän cirkulation men är numera eftertraktade samlarmynt. Riksbankens direktion föreslog 2010 att åter införa ett tjugokronorsmynt som då skulle ersätta tjugokronorssedeln, men det förslaget vann inte stöd i riksdagens finansutskott.

## Sedlar
Sedlar finns i följande valörer:
| Valör | Färg       | Mått (mm) | Motiv framsida              | Motiv baksida |
| ----- | ---------- | --------- | --------------------------- | --- |
| 20    | Violett    | 120×66    | Astrid Lindgren (Småland)   | Landskap i Småland samt dess landskapsblomma Linnea                                                                                    |
| 50    | Gul/orange | 126×66    | Evert Taube (Bohuslän)      | Hällristningar i Bohuslän samt dess landskapsblomma kaprifol                                                                           |
| 100   | Blå        | 133×66    | Greta Garbo (Stockholm)     | Stockholms slott, Stadshuset och Västerbron samt Upplands landskapsblomma kungsängslilja och Södermanlands landskapsblomma vit näckros |
| 200   | Grön       | 140×66    | Ingmar Bergman (Gotland)    | Raukar i landskapet Gotland samt dess landskapsblomma murgröna                                                                         |
| 500   | Röd        | 147×66    | Birgit Nilsson (Skåne)      | Öresundsbron och Skånes landskapsblomma prästkrage                                                                                     |
| 1000  | Gråbrun    | 154×66    | Dag Hammarskjöld (Lappland) | Fjäll i Lappland samt dess landskapsblomma fjällsippa                                                                                  |

Den högsta valör som en svensk sedel har haft var 10 000 kronor, men alla dessa sedlar är efter 31 december 1991 ogiltiga som betalningsmedel.

### Sedelutbytet 2015–2017
I april 2011 presenterades en ny uppsättning sedlar med valörerna 20, 50, 100, 200, 500 och 1000 kronor och två teman: kulturpersoner verksamma på 1900-talet samt svenska natur- och miljömotiv. Sedlarna får en yta med ett färgskiftande tryck, som ersätter det folieband som fanns i alla de tidigare sedlarna utom 20-kronorssedeln. Den 1 jan 2014 blev 50- och 1000-kronorssedlar utan folieband ogiltiga. Den 1 juli 2016 blev 20-, 50- och 1000-kronorssedlar ur tidigare serie ogiltiga. Övriga sedlar i den gamla serien blev ogiltiga den 1 juli 2017.